# Бременські музики (мультфільм)
Бременські музи́ки (рос. Бременские музыканты) — радянський мальований мультфільм 1969 року, музична фантазія на тему однойменної казки братів Грімм, що стала популярною в Радянському союзі завдяки музиці, написаної Геннадієм Гладковим з елементами рок-н-ролу.
Паралельно з виходом мультфільму була випущена версія на грамплатівки, загальний тираж яких за два роки досяг 28 мільйонів.
Олег Анофрієв озвучив і заспівав пісні практично всіх героїв мультфільму, крім Принцеси і Віслюка.
Надалі було випущено два продовження під назвами «Слідами бременських музикантів» (2011).

## Сюжет
Трубадур разом зі своїми бродячими музиками: Віслюком, Собакою, Котом та Півнем приїжджають у королівство, щоб Трубадур одружився з Принцесою. Але Король їх прогнав і вони поїхали далі. Потім впродовж усього мультфільму їм вдається вигнати розбійників, врятувати Короля та Трубадур одружився з Принцесою. Все закінчується тим, що Трубадур разом з Принцесою, Віслюком, Собакою, Котом та Півнем покидають королівство і їдуть подорожувати далі.